# 8696 К'єріксон
8696 К'єріксон (8696 Kjeriksson) — астероїд головного поясу, відкритий 17 березня 1993 року.
Тіссеранів параметр щодо Юпітера — 3,163.